# Joseph Fontanesi

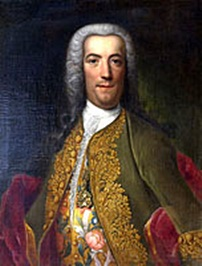
Joseph Fontanesi

Joseph Fontanesi (* um 1710; † 10. Mai 1795 in Mannheim) war ein kurpfälzischer bzw. kurpfalz-bayerischer Hofbeamter und Förderer der Stadt Frankenthal (Pfalz).

## Leben und Wirken
Über seine Herkunft ist nichts weiter bekannt, als dass er italienischer Abstammung war. Urkundlich erscheint er erstmals 1739, unter Kurfürst Carl Philipp, als Geheimsekretär am kurpfälzischen Hof in Mannheim. 1740 heiratete er dort Maria Dorothea Rapparini, eine Verwandte des aus Düsseldorf zugezogenen Kammerrates und Librettisten Georg  Maria  Rapparini.
1743 übernahm ihn Kurfürst Karl Theodor als italienischen Sprachensekretär. Joseph Fontanesi wohnte in Mannheim zur Miete, besaß jedoch ein eigenes Haus in Frankenthal, in der Lambsheimer Gasse (jetzt Bahnhofstraße).
1756 ernannte ihn der Kurfürst „wegen seines unermüdlichen  Fleißes“ zum Hofgerichtsrat; Fontanesi war zu dieser Zeit schon ein enger Vertrauter Karl Theodors. Am Hof hatte er sich durch Verbesserungsvorschläge zur Füllung der Staatskasse hervorgetan und man bezeichnete ihn als einen „Projektemacher“.
1765 legte Fontanesi dem Herrscher einen Plan zur Industrialisierung der Kurpfalz vor, ein Reformprojekt im Sinne des Merkantilismus von Jean-Baptiste Colbert, in welchem Zusammenhang er auch zur Ausbildung der Beamtenschaft, die Einführung eines Lehrstuhls für Kameralwissenschaften an der Universität Heidelberg forderte, was schließlich 1774 zur Gründung der Hohen Kameral-Schule Kaiserslautern führte.
Frankenthal sollte nach diesen Plänen das industrielle Zentrum des Landes werden. Es lag am Schnittpunkt wichtiger Handelsstraßen und besaß ein landwirtschaftlich reiches Hinterland zur günstigen Versorgung der Beschäftigten. Ein Nachteil war die Lage abseits des Rheines, weshalb Joseph Fontanesi den Bau eines Stichkanals von der Stadt aus vorschlug. Zentrale dieser Landesreform war die 1768 gegründete und in Frankenthal ansässige Kommerzialkommission, mit der Aufgabe, die industrielle Selbstversorgung des Staates zu organisieren. Später hieß sie „Frankenthaler Polizei- Privilegien- und Kommerzienkommission“; Joseph Fontanesi und der Oggersheimer Oberschultheiß Karl von Maubuisson waren die führenden Köpfe. Seit 1755 gab es in Frankenthal bereits eine Porzellanmanufaktur, es folgten viele neue Betriebe, darunter mehrere Tuch- und Seidenfabriken. Da es hier an derartigen Fachkräften mangelte, holte Fontanesi sie aus Seligenstadt sowie aus Italien und aus der Gegend von Lyon. Meist waren sie katholischen Glaubens, wodurch er – selbst ein großer Förderer der katholischen Gemeinde – gezielt den Katholikenanteil in der protestantisch dominierten Stadt erhöhte. Auf seine Anordnung hin wurden die Wälle Frankenthals mit Maulbeerbäumen zur Seidenraupenzucht bepflanzt, auch im Umland begann man damit diese Bäume zu pflanzen.

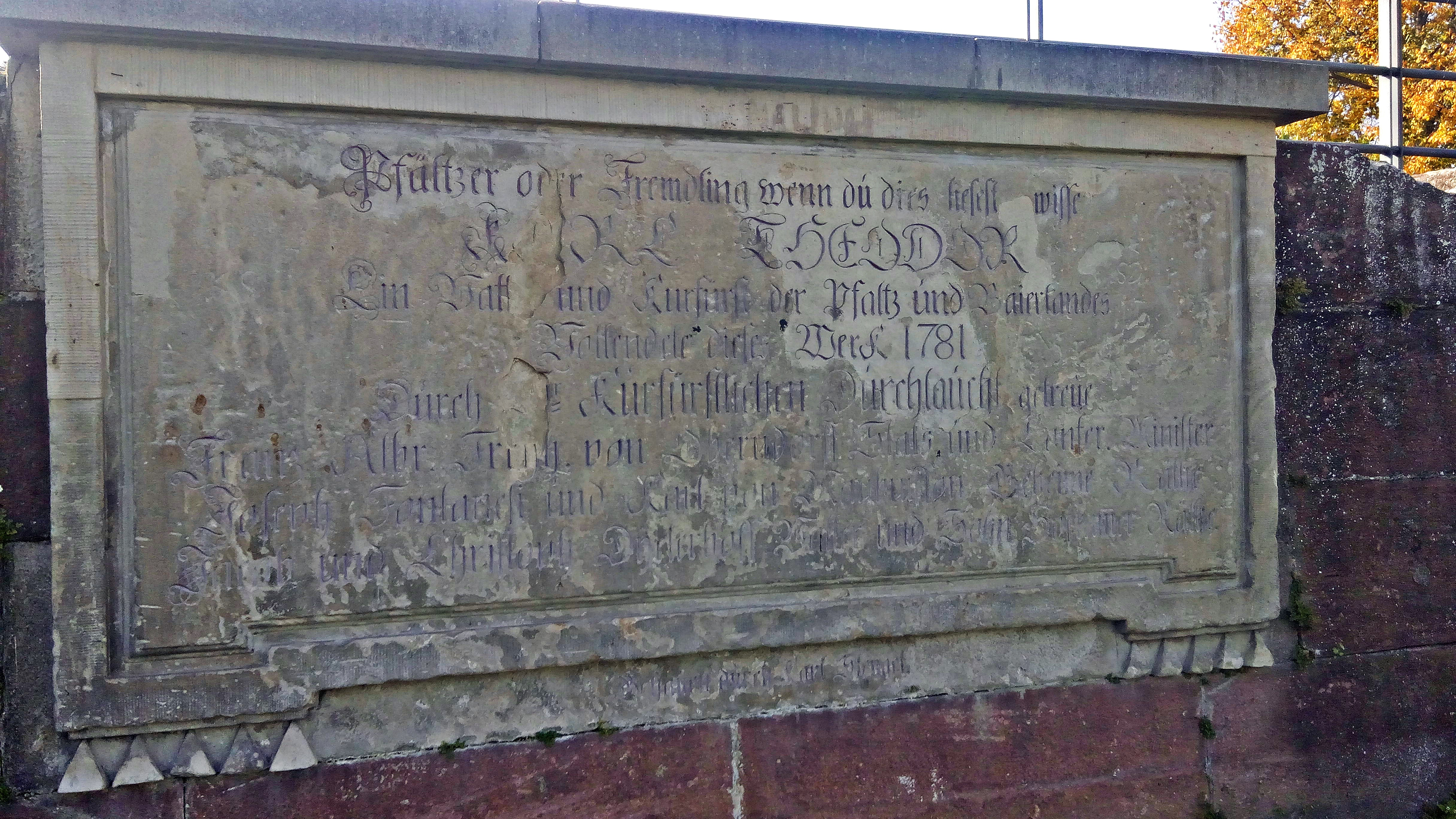
Widmungsinschrift des Kurfürsten Karl Theodor in der Kaimauer des Frankenthaler Kanalhafens, mit Nennung von Joseph Fontanesi (1781)

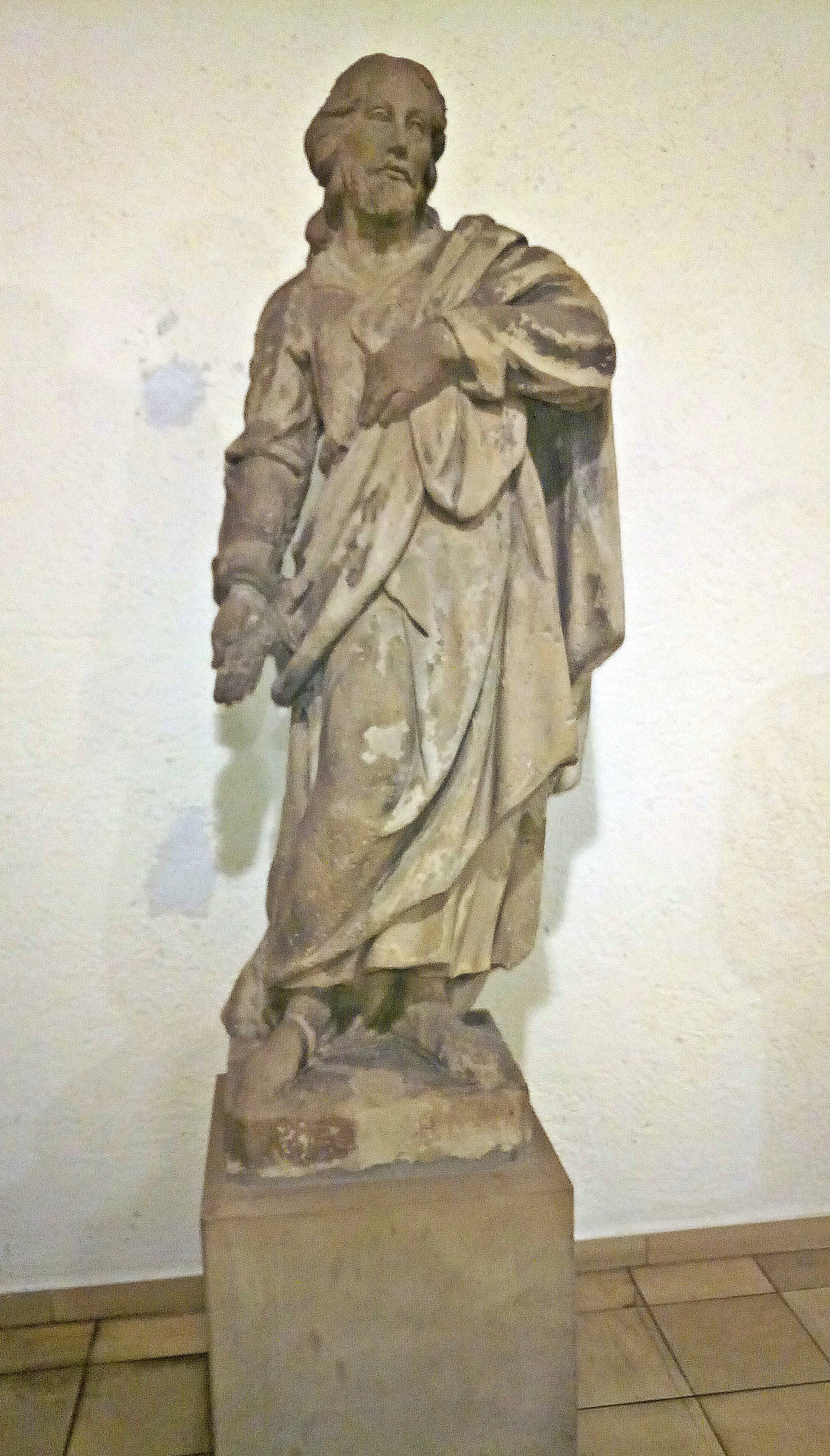
Die von Fontanesi gestiftete St. Josephsfigur in Frankenthal

1771 avancierte Joseph Fontanesi zum Geheimrat. Im darauffolgenden Jahr ging man an die Realisierung seines Kanalplanes und es entstand bis 1781, als Rheinanbindung, der Frankenthaler Kanal. In die Kaimauer des Hafenbeckens ließ der Kurfürst eine noch erhaltene Gedenktafel ein, auf der auch Joseph Fontanesi genannt ist. Sie trägt die Inschrift:

„Pfältzer oder Fremdling, wenn du dieses liesest, wisse Karl Theodor ein Vatter und Kurfürst der Pfaltz und Baierlands vollendete dieses Werk 1781, durch Se. Churfürstlichen Durchlaucht getreue Franz Albr. Freyh. v. Oberndorff, Staats- und Konferenz-Minister, Joseph Fontanesi und Karl von Maubuißon, geheime Räthe, Jakob und Christoph Dyckerhoff Vatter und Sohn, Hofkammerräthe.“

Als Kurbayern 1777 an die Kurpfalz fiel und Kurfürst Karl Theodor nach München umzog, verblieb in Mannheim lediglich noch eine Regionalregierung für einen Landesteil mit großer Wirtschaftskraft. In dieser Situation erhielten Joseph Fontanesi und Karl von Maubuisson den Auftrag, einen Vertrag über den Transitverkehr zwischen den auseinanderliegenden Landesteilen Pfalz und Bayern, mit der Ritterschaft des Kraichgaues, dem Herzogtum Württemberg sowie der Stadt Heilbronn auszuarbeiten.
Auf Anregung Fontanesis stiftete Kurfürst Karl Theodor in Frankenthal das St.-Elisabethen-Hospital. Mit Fontanesis Unterstützung entstand 1780 in der Stadt ein „Philanthropin  für  protestantische  junge  Frauenzimmer“, das auf sein Betreiben hin zwei Jahre später vom Staat privilegiert und finanziell getragen wurde. Das Institut öffnete sich ab 1786 auch für katholische Schülerinnen und Joseph Fontanesi bemühte sich, die besten Lehrer nach Frankenthal zu ziehen; u. a. den Englischlehrer der kurfürstlichen Pagenschule in München. Es entstand daraus das heutige Karolinen-Gymnasium.
Ebenso wie zuvor in Mannheim, gründete Fontanesi 1773 in Frankenthal einen katholischen Kirchenchor mit Orchester, den er auch finanziell nachhaltig unterstützte. Leiter war zunächst der einheimische Komponist Sigismund Ranqué (1743–1795), ab 1778 der Italiener Giuseppe Bonasegla († 1820), welcher auch als Musikmeister am Frankenthaler Philanthropin fungierte und später als Cellist dem Mannheimer Orchester angehörte, das aus der ehemaligen kurfürstlichen Hofkapelle hervorgegangen war. Bonaseglas Enkelin Henriette Spitzeder (1800–1828) wurde eine berühmte Opernsängerin.
Um 1782 berief man Fontanesi zum Ordenssekretär des St. Hubertus-Ordens und er blieb es bis zu seinem Tod.
Im 1. Koalitionskrieg hielt sich Joseph Fontanesi hauptsächlich im sichereren Mannheim auf. Als die Preußen 1792 nach Frankenthal kamen, kehrte er zeitweise in die Stadt zurück und ließ die preußischen Offiziere bewirten.
1794 erkrankte er, machte sein Testament und starb 1795 kinderlos in Mannheim. Seine Frau war bereits vor ihm verstorben; ihr Vermögen hatten die Eheleute größtenteils dem St.-Elisabethen-Hospital in Frankenthal vermacht.
In Frankenthal ist die Fontanesistraße nach ihm benannt. Von Johann Peter Melchior ließ er in der Stadt eine Figur des Hl. Johannes Nepomuk und von Johann Matthäus van den Branden eine St. Josephsstatue errichten. Letztere steht heute im Vorraum der dortigen Kirche St. Ludwig.